# Centre d’Estudis Jaume Balmes
El Centre d’Estudis Jaume Balmes, ubicat a la Travessia Industrial 161, al barri de Bellvitge de la ciutat de l’Hospitalet (Barcelonès), és un centre educatiu privat concertat fundat l’any 1982, essent-ne el titular la Cooperativa Jaume Balmes, formada per mestres i professors. Ofereix una àmplia oferta educativa per a totes les edats, impartint estudis dels nivells de: Educació Infantil, Educació Primària, Educació Secundària Obligatòria, Batxillerat, Cicles Formatius de Grau Mitjà i Grau Superior, a més de formació continuada per a professionals i programes de garantia social. També és un centre adscrit a la Universitat de Cambridge per l’assoliment dels seus títols d’anglès.

## Origen i història
El Centre d’Estudis Jaume Balmes Societat Cooperativa Catalana va sorgir el 28 de juliol de 1982 de la unió d’un grup mestres i professors amb la mentalitat de ser una alternativa diferent en el panorama educatiu de la ciutat de L’Hospitalet i de tota la zona. El grup fundacional estava format per mestres de la Institución Escolar Jaime Balmes, propietat d’una sola persona, que va facilitar la creació de la cooperativa.
Van començar a impartir els seus ensenyaments a uns locals comercials d’un altell de l’avinguda d’Europa 171, del barri de Bellvitge.
Les noves necessitats van fer que el Balmes es traslladés a un edifici i iniciés el curs 2000-2001 a l’emplaçament actual de la Travessia Industrial. A més a més, inicià els ensenyaments d’educació infantil (parvulari), d’educació secundaria (ESO), del nivell de batxillerat i dels ensenyaments de formació professional de grau mitjà i de grau superior.
El Centre d’Estudis Jaume Balmes Societat Cooperativa Catalana al 2007 feu un pas més enllà dels límits de la ciutat de l’Hospitalet, i decidí crear un projecte d’ajuda humanitària relacionat amb el treball cooperatiu al servei de l'educació i la formació a la Guinea Equatorial, constituint la Fundació Okume AZ i creant el setembre de 2010 l'Escola Balmes-Bata amb l’objectiu de crear una cooperativa educativa autosuficient a la ciutat de Bata.
De la mà d’alguns docents de la cooperativa educativa C.E. Jaume Balmes, al 2009 van crear la Fundació Privada Jaume Balmes AZ, amb l'objectiu de promoure l'educació i la formació en la nostra societat. La Fundació Jaume Balmes AZ actualment és propietària de la masia de Ca l'Esquena Cremat, que la va rehabilitar l'any 2015.
Actualment el C.E. Jaume Balmes se situa al barri de Bellvitge, tot i que administrativament pertany al barri de L’Hospitalet Centre, ja que el Centre es troba en el carrer que delimita aquests dos barris hospitalencs.

## Premis
Han estat nombrosos el premis aconseguits pels alumnes del C.E. Jaume Balmes a diferents concursos, tallers i jornades organitzades a la ciutat de l’Hospitalet.
Han estat premiats a diferents edicions del Concurs de Joves Emprenedors i Emprenedores de Projectes Empresarials. A l’edició del 2015, els alumnes Sergio Grillo i Víctor Castillo van guanyar el premi al Millor projecte empresarial tecnològic amb "Chip Games", una iniciativa per crear un cercador de videojocs i accessoris a Internet. En la 14a edició, de l’any 2018, les alumnes Marta Moragas, Anaïs Hernández i Andrea López van guanyar el premi al Millor projecte empresarial amb "Petcotes", per la creació d'una eina per oferir i demanar serveis sobre tot allò relacionat amb el món de les mascotes. Dins de la 17a edició celebrada a finals de juny de 2021, el Balmes va rebre el premi al Millor projecte relacionat amb la qualitat de vida de les persones, amb el projecte “El carmín de Alicia”. I al juny de 2023, dins de la 19a edició, els alumnes Tomás Engonga Ovono i Alejandro Fresco van rebre un dels premis especials del jurat al premi a l’Idea més innovadora, amb el projecte empresarial “A&T Tech”.
El desembre de 2015, els alumnes Aitana Sánchez i Victor Sánchez van ser els guanyadors del Taller de Còmic pels drets humans, amb una tira de còmic sobre la guerra.
També hi van haver premis en la 20a edició de les Jornades Científiques i Tecnològiques d’Educació Secundària de L’H de l’any 2019. L’alumna Sara Rama va guanyar el 2n premi a l’àmbit tecnològic amb el treball “Design and asembly of a Quadcopter using a microcomputer66”.